# Бингэм, Джордж Чарльз, 6-й граф Лукан
Джордж Чарльз Патрик Бингэм, 6-й граф Лукан (англ. George Bingham, 6th Earl of Lucan; 24 ноября 1898 — 21 января 1964) — англо-ирландский пэр, военный и политик-лейборист. Он носил титул учтивости — лорд Бингэм с 1914 по 1949 год.

## Происхождение и образование
Родился 24 ноября 1898 года в Хертфорд-хаусе, Парк-стрит, Мейфэр, в Лондоне. Старший сын Джорджа Бингэма, 5-го графа Лукана (1860—1949), и его жены Вайолет Сильвии Бланш Клэй (1878—1972), дочери Джозефа Спендера Клэя. Он получил образование в Итонском колледже и Королевском военном колледже Сандхерст.

## Военная карьера
После обучения в Сандхерсте он был назначен вторым лейтенантом в Колдстримскую гвардию во время Первой мировой войны. Оставаясь в армии, он учился в Штабном колледже в Кемберли. Он был награжден Военным крестом в 1918 году. Он был адъютантом генерал-губернатора Южной Африки в период с 1924 по 1926 год, получил чин майора в 1934 году и майором 11-й пехотной бригады в 1934—1936 годах. Во время Второй мировой войны лорд Бингэм был полковником и командовал 1-м батальоном полка (1940—1942). С 1942 по 1945 год — заместитель директора по сухопутной обороне Министерства авиации.

## Политическая карьера
20 апреля 1949 года после смерти своего отца Джордж Бингэм унаследовал титулы 6-го графа Лукана, 6-го барона Лукана, 2-го барона Бингэма и 12-го баронета Бингэма из Каслбара в графстве Мейо, заняв своё место на скамье лейбористов в Палате лордов Великобритании.
Занимал должности капитана йоменской гвардии (заместителя главного кнута в Палате лордов) в правительстве Клемента Эттли в 1950—1951 годах, заместителя министра по делам Содружества в 1951 году, главным оппозиционным кнутом в Палате лордов (1954—1964).

## Брак и дети
23 декабря 1929 года лорд Лукан женился на Кейтлин Элизабет Энн Доусон (1900—1985), дочери капитана достопочтенного Эдварда Стэнли Доусона (1943—1919), второго сына Ричарда Доусона, 1-го графа Дартри. У них было два сына и две дочери:
- Леди Джейн Бингэм (род. 13 октября 1932), в 1960 году она вышла замуж за Джеймса Дрискола Гриффина, от брака с которым у неё было трое детей.
- Ричард Джон Бингэм, 7-й граф Лукан (18 декабря 1934 года — исчез в ноябре 1974), имел троих детей: Фрэнсис, Джорджа и Камиллу
- Леди Сара Бингэм (род. 5 сентября 1936), в 1958 году она вышла замуж за преподобного Уильяма Гиббса, от брака с которым у неё было три дочери и один сын.
- Достопочтенный Хью Бингэм (24 апреля 1939 — июль 2018, Южная Африка).

Лорд Лукан скончался 21 января 1964 года в возрасте 65 лет, проживая в доме 11 Hanover House, Риджентс-парк, Лондон. Его личные активы были подтверждены вдовствующей леди Лукан, умершей в 1985 году, в размере 53 479 фунтов стерлингов. Ему наследовал его старший сын Ричард Бингэм, который понес большие убытки в азартных играх, по закону считался убийцей няни своих детей и внезапно исчез со сцены в 1974 году.